# Irwin Park Sporting Complex
Irwin Park Sporting Complex is een multifunctioneel stadion gebruikt voor cricket- en voetbalwedstrijden en een 333 meter lange velodroom in Siparia.

## Geschiedenis
Het eerste sportcomplex dateerde uit de begin jaren 1980. Het werd voor verschillende sporten gebruikt. In 2012 werd het oude stadion afgebroken en kwamen er nieuwe faciliteiten bij. Het complex herbergt een 333 meter wielerbaan, een voetbalveld en cricketveld, 400 meter grasbaan voor atletiek en twee tribunes voor telkens 900 supporters. Er is daarnaast ook een zwembad en basketbalveld. De wielerbaan word onder meer gebruikt voor jeugdkampioenschappen.
In 2019 werd het stadion kort gebruikt om een aantal migranten in onder te brengen.